# Jeszcze dalej niż Północ
Jeszcze dalej niż Północ (fr. Bienvenue chez les Ch'tis) – francuski film komediowy z 2008 roku w reżyserii Dany'ego Boona. Obraz wyprodukowany został przez wytwórnie Pathé, Hirsch Production, TF1 Group oraz Les Productions du Ch'Timi.
Jego premiera odbyła się 20 lutego 2008 w kinach większych miast regionu Nord-Pas-de-Calais oraz departamentu Somma (w kinach pozostałej części Francji wyświetlano go od 27 lutego 2008). W Polsce film zaprezentowano po raz pierwszy 6 czerwca 2008 (chronologicznie, była to siódma krajowa premiera na świecie, po Francji, Belgii, Szwajcarii, Luksemburgu, Wielkiej Brytanii i Irlandii). We francuskich kinach obejrzało go łącznie 20 489 303 widzów (w tym kraju film pobił wyniki finansowe Titanica, stając się tym samym najbardziej kasową produkcją w historii francuskiej kinematografii).
Ze względu na ogromną popularność filmu, nakręcono jego wersje obcojęzyczne (remaki): włoską (Witaj na południu z 2010 i Benvenuti al Nord z 2012) oraz chińską. Z okazji dziesięciolecia premiery filmu nakręcono we Francji jego sequel pt. Rodziny się nie wybiera (2018).

## Fabuła
Philippe Abrams (Kad Merad) jest naczelnikiem placówki francuskiej poczty w Salon-de-Provence (departament Delta Rodanu), na południu kraju. Mieszka tam z kilkuletnim synem Raphaëlem (Lorenzo Ausilia-Foret) oraz żoną Julie (Zoé Félix), której depresyjne usposobienie odbiera spokój i radość życia bliskim. Kobieta marzy o przeprowadzce na Lazurowe Wybrzeże, a Philippe próbuje spełnić pragnienie przygnębionej małżonki. Starając się o przeniesienie do jednego z urzędów pocztowych na wybrzeżu Morza Śródziemnego, dopuszcza się oszustwa. Pomysłowa, ale szyta grubymi nićmi intryga nie wychodzi i Abrams zostaje zdemaskowany. Od zwolnienia oraz innych konsekwencji chroni go znajomy zwierzchnik Jean (Stéphane Freiss), który załatwia mu dwuletnie przeniesienie na posadę nadzorcy poczty w Bergues w departamencie Nord, miasteczku na północnym krańcu Francji, przy granicy z Belgią. Dla państwa Abramsów, pełnych uprzedzeń typowych Francuzów z południa, to istna katastrofa. Tamta część kraju kojarzy im się jedynie z nieznośną pogodą, nieokrzesanymi, prostackimi ludźmi oraz dialektem (językiem pikardyjskim), którego nie sposób zrozumieć. Abrams z nieukrywaną niechęcią przyjmuje propozycję, ale nie jest w stanie przekonać żony, by dołączyła do niego wraz z synem. Po dramatycznym pożegnaniu z rodziną wyrusza więc samotnie w ponad tysiąckilometrową drogę, przygotowany na najgorsze. Tuż po dotarciu na miejsce wszystko zdaje się potwierdzać jego obawy. Jednak po kilku dniach – ku wielkiemu zdziwieniu – odkrywa, że północ jego ojczyzny nie jest taka straszna, jak się powszechnie sądzi. Wręcz przeciwnie – mieszkańcy Pikardii oraz Nord-Pas-de-Calais okazują się niezwykle gościnni i mili, a klimat nie taki surowy. Rzuca więc w kąt puchową kurtkę, z którą miał się nie rozstawać, po czym oddaje się pracy, poznawaniu miejscowych zwyczajów, a także języka swego nowego przyjaciela Antoine'a (Dany Boon) oraz reszty Ch'tis, jak sami siebie nazywają mieszkańcy północnych regionów Francji.

## Główne role
- Kad Merad jako Philippe Abrams – naczelnik placówki pocztowej w Salon-de-Provence, następnie nadzorca poczty w Bergues
- Dany Boon jako Antoine Bailleul – listonosz w Bergues i miejscowy karylionista
- Zoé Félix jako Julie Abrams – żona Philippe'a Abramsa
- Lorenzo Ausilia-Foret jako Raphaël Abrams – syn Philippe'a i Julii Abramsów
- Anne Marivin jako Annabelle Deconninck – pracownica urzędu pocztowego w Bergues
- Line Renaud jako matka Antoine'a Bailleula
- Philippe Duquesne jako Fabrice Canoli
- Guy Lecluyse jako Yann Vandernoout

## Produkcja
Ostateczna decyzja o wyborze miejsc kręcenia filmu została podjęta w lutym 2007. Okres zdjęciowy trwał 53 dni, a rozpoczął się w Salon-de-Provence oraz Cassis na południu Francji. Główny plan i plenery zlokalizowano w Bergues (od 21 maja do 13 czerwca 2007), a Dany Boon wybrał to niewielkie miasteczko z dwóch powodów: mieszka tam część jego rodziny, a sama miejscowość nie była wówczas szczególnie znana, co gwarantowało spokój podczas pracy. Część filmu nakręcono 16 maja 2007 w Bruay-la-Buissière (osiedle La cité des Électriciens), jednym z najstarszych miast regionu. Ujęcia żeglarstwa lądowego powstały na plaży w Malo-les-Bains (dzielnicy Dunkierki). Scenę w restauracji kręcono w restauracji Chez Morel na placu teatralnym w Lille, zaś ujęcia ze stadionu Félix-Bollaert w Lens filmowano 19 maja 2007 podczas meczu RC Lens–OGC Nice.